# اسون توفلت
اسون توفلت (انگلیسی: Sven Thofelt; ۱۹ مهٔ ۱۹۰۴ – ۱ فوریهٔ ۱۹۹۳) شمشیرباز و ورزشکار پنج‌گانه مدرن اهل سوئد بود.
وی در مسابقات کشوری و بین‌المللی در مجموع برندهٔ ۱ مدال طلا، ۳ مدال نقره، ۵ مدال برنز شده‌است.